# Mont Aino
Le mont Aino (間ノ岳, Aino-dake) est une montagne du Japon située dans le centre de l'île de Honshū, à la frontière entre les préfectures de Shizuoka et de Yamanashi. Elle fait partie des 100 montagnes célèbres du Japon.